# Fernando Carro (Manager)

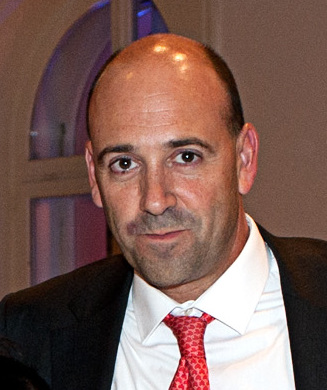
Fernando Carro (2011)

Fernando Carro de Prada (* 27. Juli 1964 in Barcelona) ist ein spanischer Manager. Er fungiert seit dem 1. Juli 2018 als Vorsitzender der Geschäftsführung bei der deutschen Bayer 04 Leverkusen Fußball GmbH, die mit ihrer Männermannschaft in der Fußball-Bundesliga und mit ihrer Frauenmannschaft in der Frauen-Bundesliga antritt.

## Leben
Fernando Carro wuchs in Barcelona auf und besuchte im Vorort Esplugues de Llobregat die Deutsche Schule, die er 1982 mit der allgemeinen Hochschulreife verließ. Im Anschluss absolvierte er eine Ausbildung zum Industriekaufmann bei BASF in Spanien sowie später ein Studium in Wirtschaftsingenieurwesen an der Universität Karlsruhe in Deutschland. Während seiner Zeit als Student arbeitete Carro in den Semesterferien als Sportjournalist in Österreich, wo er im Wiener Haushalt des österreichischen Fußballnationalspielers Hans Krankl wohnte, der von 1981 bis 1988 bei dortigen Vereinen aktiv war. Krankl war zuvor zu seiner Zeit beim FC Barcelona in den späten 1970er Jahren von Carros Mutter im Spanischen unterrichtet worden.
Carro engagierte sich in der Studentenorganisation AIESEC, von 1990 bis 1991 war er Vorstandsvorsitzender von AIESEC in Deutschland und im Anschluss zwei Jahre lang Präsident für AIESEC International. Nach abgeschlossenem Studium ging er 1993 zu Bertelsmann nach Gütersloh, wo er insgesamt 24 Jahre in verschiedenen Funktionen arbeitete, darunter auch im Vorstand des Konzerns. 2015 wurde er vom Aufsichtsrat der damaligen Arvato AG zum Vorstandsvorsitzenden ernannt. Er wechselte kurz darauf aufgrund von internen Umstrukturierungen auf die Position des Geschäftsführers und organisierte die Wiedereingliederung der AG in die Konzernstruktur von Bertelsmann 2016.
Am 20. April 2018 wurde Carro vom Gesellschafterausschuss der Bayer 04 Leverkusen Fußball GmbH mit Wirkung zum 15. Mai des Jahres als Ko-Sprecher der Geschäftsführung neben Michael Schade berufen. Seit dem 1. Juli des Jahres arbeitet Carro hauptverantwortlich, zuerst gemeinsam mit dem Geschäftsführer Sport, Rudi Völler, seit Juli 2022 mit Simon Rolfes.
Seit 2021 ist Carro Mitglied des Vorstands (Executive Board) der European Club Association (ECA).
Im Zuge des erstmaligen Gewinns der Deutschen Meisterschaft in der Geschichte des Vereins in der Saison 2023/24 wurde Carro zusammen mit drei weiteren Vereinsangehörigen vom Leverkusener Oberbürgermeister Uwe Richrath für das Ehrenbürgerrecht der Stadt vorgeschlagen. Carro lehnte wie die drei anderen Vorgeschlagenen anderthalb Wochen später ab.
Carro ist verheiratet und hat mit seiner Frau drei Kinder. Neben Spanisch spricht er Deutsch und Englisch.